# Station Zdrody Nowe
Station Zdrody Nowe is een spoorwegstation in de Poolse plaats Zdrody Nowe.